# Магнетрон

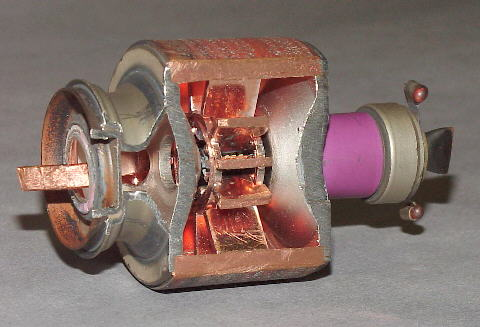
Магнетрон у розрізі.

Магнетро́н — потужний генератор електромагнітних хвиль мікрохвильового діапазону. Магнетрони використовуються як в радіолокації, так і в побутових приладах на зразок мікрохвильової печі.

## Будова та принцип дії

Будова резонансного магнетрона.

Магнетрон є електровакуумною лампою спеціальної конструкції, в якій електрони рухаються у додатковому магнітному полі.
Катод магнетрона виготовлений у вигляді центральної нитки в порожнистій камері, зовнішня стінка якої виконує роль анода.
Випромінені гарячим катодом електрони летять до анода через проміжок потужного магнітного поля, створеного постійним магнітом. Магнітне поле змушує електрони рухатися по спіралі, проходячи повз стінки камери. На ободі камери магнетрона періодично розташовані циліндричні порожнини-резонатори електромагнітного поля. Високочастотне поле в резонаторах збуджується електронним струмом. Воно ж впливає на потік електронів, змушуючи його збиватися в пучності, що додатково підсилює створене в порожнинах-резонаторах поле. За допомогою металевого хвилеводу частина цього поля передається до антени, звідки випромінюється в простір. Для виведення НВЧ енергії використовується, як правило, дротова петля, закріплена в одному з резонаторів, або отвір з резонатора назовні циліндра.
Частота електромагнітної хвилі визначається розміром та формою резонаторів.

## Характеристики
Магнетрони можуть працювати на різних частотах від 0,5 до 100 ГГц, з потужностями від декількох Вт до десятків кВт у безперервному режимі, і від 10 Вт до 5 МВт в імпульсному режимі при тривалості імпульсів від нуля і до десятків мікросекунд.
Недолік магнетронів — плавання частоти, перевага — значна потужність. В радарах нестабільність частоти компенсують, підлаштовуючи приймач на частоту випромінювання, що є технічно простішою задачею, ніж утримання сталої частоти передавача.
Магнетрони мають високий ККД (до 80 %), широко використовуються в сучасній радіолокаційній техніці як генератори надвисоких частот.

## Застосування
Радари

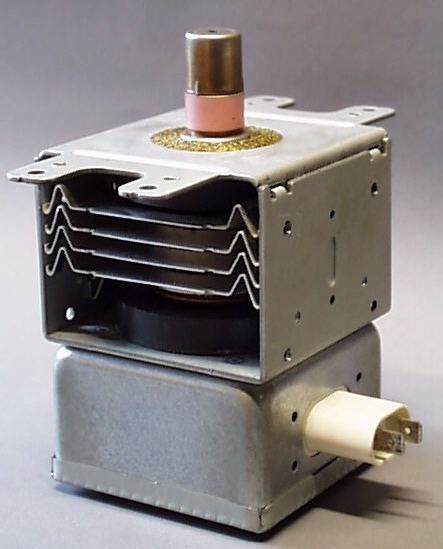
Магнетрон від мікрохвильової печі

В радарних пристроях хвилевід приєднаний до антени, яка може являти собою як хвилевід, так і конічний рупорний опромінювач в парі з параболічним відбивачем. Магнетрон керується дуже короткими високоінтенсивними імпульсами прикладеної напруги, в результаті чого в простір випромінюється короткий імпульс мікрохвильової енергії. Невелика порція цієї енергії відбивається від об'єкта радіолокації назад до антени, потрапляє у хвилевід, який направляє її до чутливого приймача. Після подальшої обробки сигналу він з'являється на екрані у вигляді радарної карти А1.
Нагрівання
Магнетрон, який містить кожна мікрохвильова піч, перетворює електричну енергію у над-високочастотне електричне поле частотою 2450 мегагерц (МГц) або 2,45 гігагерц (ГГц), яке і взаємодіє з молекулами води в їжі. Мікрохвилі «бомблять» молекули води в їжі, змушуючи їх обертатися з частотою мільйони разів в секунду, створюючи молекулярне тертя, яке і нагріває їжу.
Освітлення
В сірчаних лампах мікрохвилі нагрівають сірку. Плазма сірки випромінює потужне світло у спектрі, близькому до сонячного світла, майже без інфрачервоної і ультрафіолетової складових. Такі лампи нині використовуються дуже рідко у зв'язку з високою складністю конструкції в порівнянні з традиційними методами освітлення.